# هيلي بالدوين
هايلي رود بالدوين بيبر (بالإنجليزية: Hailey Rhode Baldwin bieber) (ولدت في 22 نوفمبر 1996 في توكسون بالولايات المتحدة) واسم الشهرة هايلي بالديون بيبر (بالإنجليزية: Hailey Baldwin) عارضة أزياء أمريكية. هي أبنة الممثل ستيفن بالدوين وجزء من عائلة بالدوين.

## نشأتها
ولدت هيلي بالدوين في توكسون، أريزونا، للممثل ستيفن بالدوين ، أصغر الأخوين بالدوين، ومصمم الجرافيك كينيا ديوداتو بالدوين. والدتها برازيلية من أصل إيطالي وبرتغالي، وأبها من أصل إنجليزي وإيرلندي واسكتلندي وفرنسي وألماني. جد والد بالدوين هو الموسيقي البرازيلي إومير ديوداتو.

## حياتها الشخصية
في 23 نوفمبر 2018 ، تم التأكيد من زواج بالدوين من المغني وكاتب الأغاني الكندي جاستين بيبر. حيث كان الزوجين مخطوبين منذ 7 يوليو 2018.

## روابط خارجية
- هيلي بالدوين على موقع IMDb (الإنجليزية)
- هيلي بالدوين على موقع ميتاكريتيك (الإنجليزية)
- هيلي بالدوين على موقع ميتاكريتيك (الإنجليزية)
- هيلي بالدوين على موقع روتن توميتوز (الإنجليزية)
- هيلي بالدوين على موقع قاعدة بيانات الأفلام العربية
- هيلي بالدوين على موقع قاعدة بيانات الأفلام العربية
- هيلي بالدوين على موقع ميوزك برينز (الإنجليزية)
- هيلي بالدوين على موقع قاعدة بيانات الفيلم (الإنجليزية)
- هيلي بالدوين على موقع كينوبويسك (الروسية)
- هيلي بالدوين على موقع دليل عارضات الأزياء (الإنجليزية)